# FK Napredak Kušiljevo
FK Napredak Kušiljevo (serb.: Фудбалски Kлуб Напредак Кушиљево) – serbski klub piłkarski z siedzibą w Kušiljevie, w gminie Svilajnac (w okręgu pomorawskim), działający do 2002 roku. Po sezonie 2001/02 klub wycofał się z rozgrywek Srpskiej ligi (3. poziom serbskich rozgrywek piłkarskich), grupy Timok.
W 2002 roku w Kušiljevie został utworzony amatorski zespół FK Kušiljevo (obecnie występuje w Zonskiej lidze (4. poziom serbskich rozgrywek piłkarskich), w grupie Zapad), który także domowe mecze rozgrywa na stadionie pod Kruškom.

## Stadion
Klub rozgrywał swoje mecze domowe na stadionie Stadion pod Kruškom w Kušiljevie, który mógł pomieścić 700 widzów.

## Sezony
| Sezon                          | Liga                                             | Poziom | Miejsce |
| ------------------------------ | ------------------------------------------------ | ------ | ------- |
| Federalna Republika Jugosławii |                                                  |        |         |
| 1996/97                        | Srpska liga (Grupa Timok)                        | III    | 1       |
| 1997/98                        | Druga liga SR Јugoslavije – Grupa Istok (Wschód) | II     | 17      |
| 1998/99                        | Srpska liga (Grupa Timok)                        | III    | 8       |
| 1999/00                        | Srpska liga (Grupa Timok)                        | III    | 2       |
| 2000/01                        | Druga liga SR Јugoslavije – Grupa Istok (Wschód) | II     | 6       |
| 2001/02                        | Druga liga SR Јugoslavije – Grupa Istok (Wschód) | II     | 13 *    |

 * Po zakończeniu sezonu FK Napredak Kušiljevo zrezygnował z gry w Srpskiej lidze Timok w sezonie 2002/03 (drużyna została rozwiązana po sezonie 2001/02).

## Sukcesy
- 6. miejsce Drugiej ligi SR Јugoslavije – Grupa Istok (1x): 2001.
- mistrzostwo Srpskiej ligi – Grupa Timok (III liga) (1x): 1997 (awans do Drugiej ligi SR Јugoslavije).
- wicemistrzostwo Srpskiej ligi – Grupa Timok (III liga) (1x): 2000 (awans do Drugiej ligi SR Јugoslavije).